# Gabriël Van der Cruyssen
Gabriël Van der Cruyssen (Deurle, 27 juli 1929 – Oostende, 1 maart 2017) was een Belgisch liberaal politicus. Hij was burgemeester van Koekelare.

## Loopbaan
Van der Cruyssen was onderofficier bij de zeemacht, die hij eind jaren 50 verliet om in de zakenwereld en politiek te gaan. In Koekelare werd hij voorzitter van de partij Gemeentebelangen. Sinds 1965 zetelde hij in Koekelare in de gemeenteraad. In 1971 kwam hij er in de meerderheid terecht en toen in 1972 Désiré Robbelein de overleden burgemeester Polydore Holvoet opvolgde, werd Van Der Cruyssen eerste schepen. 
In 1977 kwam hij met de liberale partij Center weer in de oppositie terecht. In 1983 kwam hij weer in de meerderheid en werd hij in de tweede legislatuur van CVP-burgemeester Lodewijk Jonckheere weer eerste schepen. In 1986 overleed Jonckheere en Van der Cruyssen werd burgemeester.
Voor de gemeenteraadsverkiezingen van 1988 kwam hij op voor de lijst Nieuw Center, een fusielijst van Center en de lijst Nieuw Koekelare van Walther Holvoet. Van Der Cruyssen werd verkozen en begon in 1989 aan zijn tweede ambtsperiode als burgemeester, in een paarse coalitie met de SP. In 1993 werd voor het laatste anderhalf jaar van de bestuursperiode schepen Walther Holvoet burgemeester en werd Van der Cruyssen weer schepen.
Gabriël Van der Cruyssen was ook provincieraadslid in West-Vlaanderen. Hij overleed in 2017 op 87-jarige leeftijd.